# Umberto Zanolini
Umberto Zanolini (født 31. marts 1887, død 12. februar 1973) var en italiensk gymnast, som deltog i OL 1912 i Stockholm. 
Zanolini var ved OL 1912 med på det italienske hold, som deltog i holdkonkurrencen i mangekamp. I holdkonkurrencen, som optrådte på OL-programmet første gang dette år, konkurrerede hold med mellem 16 og 40 gymnaster mod hinanden, og italienerne med seks af de ti bedste fra den individuelle konkurrence vandt sikkert med 53,15 point, mens ungarerne på andenpladsen opnåede 45,45 point og briterne på tredjepladsen 36,90 point.